# 自然銀
自然銀（しぜんぎん、native silver、silver）は、鉱物（元素鉱物）の一種。化学組成は Ag だが、自然金 (Au) と固溶体を形成する。結晶系は等軸晶系。自然金グループに属する。
輝銀鉱などの硫化鉱物の酸化により生成し、銀鉱脈の比較的地表部分に多く産出する。
銀の鉱石鉱物として、ひげ状、樹枝状などの形態で産出する。表面は空気に触れると黒く変化する。